# División de Honor 2007-2008 (calcio a 5)
La División de Honor 2007-2008 è stata la 19ª edizione del massimo torneo di calcio a 5 spagnolo. Organizzata dalla Liga Nacional de Fútbol Sala, la stagione regolare è iniziata il 14 settembre 2007 e si è conclusa il 2 maggio 2008, prolungandosi fino al 7 giugno con la disputa dei play-off.

## Stagione regolare

### Classifica
|  | Pos. | Squadra             | Pt | G  | V  | N  | P  | GF  | GS  | DR  |
|  | ---- | ------------------- | -- | -- | -- | -- | -- | --- | --- | --- |
|  | 1.   | ElPozo Murcia       | 72 | 30 | 22 | 6  | 2  | 138 | 82  | +56 |
|  | 2.   | Interviú            | 61 | 30 | 17 | 10 | 3  | 124 | 80  | +44 |
|  | 3.   | Baix Maestrat       | 49 | 30 | 13 | 10 | 7  | 97  | 81  | +16 |
|  | 4.   | Carnicer Torrejón   | 47 | 30 | 13 | 8  | 9  | 112 | 96  | +16 |
|  | 5.   | Prone Lugo          | 47 | 30 | 12 | 11 | 7  | 95  | 81  | +14 |
|  | 6.   | Barcellona          | 45 | 30 | 13 | 6  | 11 | 103 | 85  | +18 |
|  | 7.   | Santiago            | 45 | 30 | 12 | 9  | 9  | 101 | 99  | +2  |
|  | 8.   | Playas de Castellón | 43 | 30 | 12 | 7  | 11 | 103 | 111 | -8  |
|  | 9.   | Segovia             | 42 | 30 | 11 | 9  | 10 | 117 | 80  | +37 |
|  | 10.  | Valencia            | 42 | 30 | 10 | 12 | 8  | 99  | 95  | +4  |
|  | 11.  | Xota                | 33 | 30 | 9  | 6  | 15 | 94  | 107 | -13 |
|  | 12.  | Cartagena           | 31 | 30 | 8  | 7  | 15 | 87  | 119 | -32 |
|  | 13.  | Móstoles            | 31 | 30 | 9  | 4  | 17 | 111 | 144 | -33 |
|  | 14.  | Guadalajara         | 29 | 30 | 6  | 11 | 13 | 88  | 108 | -20 |
|  | 15.  | S10 Saragozza       | 26 | 30 | 6  | 8  | 16 | 93  | 124 | -31 |
|  | 16.  | Leis Pontevedra     | 14 | 30 | 4  | 2  | 24 | 60  | 130 | -70 |

### Verdetti
- Interviú campione di Spagna 2007-08 e qualificata alla Coppa UEFA 2008-09.
- Leis Pontevedra e Sala 10 Saragozza retrocessi in División de Plata 2008-09.
- Móstoles[2] e Valencia[3] non iscritti al campionato di División de Honor 2008-09.

## Play-off
I play-off valevoli per il titolo nazionale si sono svolti tra il 6 maggio e il 7 giugno 2008. Tutti i turni si giocano al meglio delle tre gare.

### Tabellone
|  | Quarti di finale | Quarti di finale    | Quarti di finale | Quarti di finale | Quarti di finale |  |  | Semifinali        | Semifinali        | Semifinali | Semifinali | Semifinali |   |   | Finale        | Finale        | Finale | Finale | Finale |  |
|  |                  |                     |                  |                  |                  |  |  |                   |                   |            |            |            |   |   |               |               |        |        |        |  |
|  | 1                | ElPozo Murcia       | 4                | 2 (5)            | –                |  |  |                   |                   |            |            |            |   |   |               |               |        |        |        |  |
|  | 8                | Playas de Castellón | 0                | 2 (4)            | –                |  |  | ElPozo Murcia     | ElPozo Murcia     | 3          | 2          | –          |   |   |               |               |        |        |        |  |
|  | 4                | Carnicer Torrejón   | 1                | 6 (5)            | 5                |  |  | Carnicer Torrejón | Carnicer Torrejón | 0          | 1          | –          |   |   |               |               |        |        |        |  |
|  | 5                | Prone Lugo          | 3                | 6 (4)            | 2                |  |  |                   |                   |            |            |            |   |   | ElPozo Murcia | ElPozo Murcia | 1      | 5      | –      |  |
|  | 2                | Interviú            | 4                | 4                | 5                |  |  |                   |                   | Interviú   | Interviú   | 3          | 8 | – |               |               |        |        |        |  |
|  | 7                | Santiago            | 5 (dts)          | 1                | 3                |  |  | Interviú          | Interviú          | 5          | 3          | –          |   |   |               |               |        |        |        |  |
|  | 3                | Baix Maestrat       | 1                | 1                | –                |  |  | Barcellona        | Barcellona        | 2          | 2          | –          |   |   |               |               |        |        |        |  |
|  | 6                | Barcellona          | 7                | 4                | –                |  |  |                   |                   |            |            |            |   |   |               |               |        |        |        |  |

### Quarti di finale

#### Gara 1
| Arbitri: | Gereta Ramirez Felipe Madorrán |

|            |           |                                                                    |
| Parrel 17’ | Marcatori | 16’, 23’, 32’ Fernandão 19’, 29’ Chico 26’ J. Rodríguez 39’ Sedano |

| Arbitri: | Rodríguez García Rabadán Sáinz |

|            |           |                                 |
| Juanra 30’ | Marcatori | 17’ Werner 33’, 36’ Fernandinho |

| Arbitri: | Peña Diaz Peña Gomez |

|                                     |           |  |
| Ciço 8’ Maurício 31’ Wilde 34’, 35’ | Marcatori |  |

| Arbitri: | Bel Pascual Blazquez Sierra |

|                                        |           |                                                     |
| Schumacher 6’, 13’, 18’ J. Linares 41’ | Marcatori | 13’ M. Muñoz 29’ Alemão 38’ Vini 41’, 44’ Carlinhos |

#### Gara 2
| Arbitri: | De Juana Gonzalez Arce Ruiz |

|                                                     |                      |                                                               |
| Riquer 2’, 31’ Paulinho 8’, 39’ Werner 21’ Mimi 35’ | Marcatori            | 9’, 24’ Jaison 25’ (aut.) Lodeiro 27’, 33’ Juanra 29’ Párraga |
| Werner Riquer Paulinho A. Martínez Fernandinho      | Tiri di rigore 4 – 5 | Juanra Párraga Jaison Tolotti J. García                       |

| Arbitri: | Miguel de Mena Contreras Tejedor |

|               |           |                                              |
| Carlinhos 24’ | Marcatori | 6’ Schumacher 12’, 24’ Torrás 39’ J. Linares |

| Arbitri: | Gutierrez Lumbreras Lope Díaz |

|                             |                      |                                     |
| Josema 18’ Salgado 41’      | Marcatori            | 22’ Saúl 43’ Kike                   |
| Salgado Paulinho Rato Pablo | Tiri di rigore 4 – 5 | Vinícius Maurício Wilde Álvaro Ciço |

| Arbitri: | Cordero Gallardo Linares Lopez |

|                                                   |           |             |
| Fernandão 11’ J. Rodríguez 34’ Serrano 38’ PC 38’ | Marcatori | 39’ Valença |

#### Gara 3
| Arbitri: | Felipe Madorrán Gereta Ramirez |

|                                               |           |                      |
| L. Silva 10’, 32’ Jaison 25’ Párraga 38’, 39’ | Marcatori | 28’, 37’ Fernandinho |

| Arbitri: | Peña Diaz Peña Gomez |

|                                                |           |                                   |
| Rogério 6’ Schumacher 20’, 38’ Torrás 27’, 40’ | Marcatori | 7’ Betão 19’ Carlinhos 25’ Alemão |

### Semifinali

#### Gara 1
| Arbitri: | Bel Pascual Blazquez Sierra |

|                                  |           |  |
| Ciço 22’ Maurício 23’ Manjón 35’ | Marcatori |  |

| Arbitri: | Rabadán Sáinz Rodríguez García |

|                                                           |           |                         |
| Marquinho 14’ Schumacher 17’, 21’ Neto 20’ J. Linares 25’ | Marcatori | 39’ D. Fernández 40’ PC |

#### Gara 2
| Arbitri: | Felipe Madorrán Gereta Ramirez |

|                               |           |                                |
| D. Fernández 26’ Pedrinho 28’ | Marcatori | 35’, 37’ Torrás 37’ J. Linares |

| Arbitri: | Cordero Gallardo Linares Lopez |

|               |           |                             |
| J. García 14’ | Marcatori | 2’ Maurício 39’ (aut.) Cuco |

### Finale

#### Gara 1
| Arbitri: | Peña Diaz Peña Gomez |

|            |           |                                           |
| Álvaro 40’ | Marcatori | 2’ Marquinho 9’ J. Linares 30’ Schumacher |

#### Gara 2
| Arbitri: | Bel Pascual Blazquez Sierra |

|                                                                        |           |                                             |
| J. Linares 14’, 34’, 36’ Schumacher 17’, 30’ Torrás 18’, 26’ Amado 34’ | Marcatori | 19’, 33’ Vinícius 20’ Wilde 35’, 38’ Álvaro |

## Supercoppa di Spagna

### Formula
Alla 18ª edizione della competizione hanno preso parte: ElPozo Murcia, vincitore del campionato; Interviú, detentore della Coppa di Spagna; Baix Maestrat in qualità di società organizzatrice; Cartagena, giunto secondo al termine della stagione regolare. Il trofeo è stato assegnato tramite una finale a quattro, con incontri a eliminazione diretta giocati al Pabellón Municipal di Benicarló. Gli accoppiamenti delle semifinali sono stati determinati tramite sorteggio.

### Semifinali
| Arbitri: | Gereta Ramírez Felipe Madorrán |

|                                                        |           |                                                        |
| Álvaro 2’ Wilde 19’ Ciço 26’, 26’, 33’, 39’ Bacaro 29’ | Marcatori | 10’ Tete 11’ D. Ruiz 19’ Valença 36’ Parrel 40’ Deives |

| Arbitri: | Gallo Suárez Velasco Martínez |

|                                                             |           |                                                    |
| Daniel 5’ J. Linares 8’, 29’ A. Linares 11’, 25’ Torrás 24’ | Marcatori | 19’, 40’ Serpa 22’ Gay 23’ Esquerdinha 32’ De Bail |

### Finale
| Arbitri: | Rabadán Sáinz Rodríguez García |

|                                       |           |                                                              |
| Ciço 3’, 9’ Aparicio 33’ Vinícius 36’ | Marcatori | 5’ Marquinho 15’, 28’, 35’ J. Linares 26’ Bertoni 39’ Daniel |